# Theotima elva
Theotima elva là một loài nhện trong họ Ochyroceratidae. Loài này phân bố ở México.